# چهارطاق‌بن
چهارطاقبن ، روستایی است از توابع بخش مرکزی شهرستان جویبار در استان مازندران ایران. که فاصله از جاده اصلی ساری به لاریم حدود ۳کیلومتر فاصله دارد و از شهرستان جویبار حدود ۸ کیلومتر مسافتش می‌باشد.
همچنین تپه جن کتی که مربوط به دوره هزاره اول قبل از میلاد می‌باشد در این روستا واقع می‌باشد. در ضلع جنوبی این روستا آب بندان محل با مساحت تقریبی ۱۰۰ هکتاری موجود می‌باشد نقش آبرسانی به شالیزارهای روستا را عهده‌دار می‌باشد. مضافاً اینکه در ضلع شرقی این ده سالن ورزشی سر پوشیده و زمین چمن طبیعی روباز جهت ورزش افراد در نظر گرفته شده.
این روستا زادگاه پروفسور نادر مدانلو (زاده_۱۹۶۱، جویبار) اولین رئیس شرکت خصوصی پرتاب ماهواره واقع در ایالات متحده آمریکا می‌باشد.

## جمعیت
این روستا در دهستان سیاهرود قرار داشته و براساس آخرین سرشماری مرکز آمار ایران که در سال ۱۳۸۵ صورت گرفته، جمعیت آن ۴۵۲نفر (۱۱۶خانوار) بوده‌است.